# Analyse statistique implicative
A l'origine, l’analyse statistique implicative (A.S.I.) a été présentée comme une méthode non symétrique d’analyse de données croisant des sujets ou des objets avec des variables de type quelconque : booléennes, numériques, modales, vectorielles, séquentielles, intervalles, floues et rangs. Actuellement l'Analyse Statistique Implicative se définit plutôt comme un cadre théorique.
Tout au long des quarante cinq dernières années, le développement théorique de l'analyse statistique implicative a été principalement stimulé par une dialectique entre pratique et théorie, dans une tension entre deux cadres : statistique appliquée à... et statistique mathématique. Dans divers champs scientifiques tels que la didactique des mathématiques, la psychologie, la sociologie, la bio-informatique, l'histoire de l'art, etc., des données construites ont été soumises à cette méthode d'analyse. Cette mise en œuvre a montré l'efficience de la méthode dans sa capacité à faire émerger des propriétés que d'autres éclairages ne permettaient pas, mais elle a aussi permis de montrer ses limites qui ont alors suscité de nouvelles problématiques autour du concept-objet de la quasi-implication. Le raisonnement qui fonde l'interprétation des résultats de l'analyse statistique implicative est essentiellement de nature statistique et probabiliste. Ce mode de raisonnement s'inscrit dans une perspective dégagée par le développement de la pensée statistique, de l'esprit statistique.
En 2009, dans sa préface à l'ouvrage  Djamel A. Zighed, Professeur des Universités, Directeur du laboratoire ERIC Lyon 2 et Président de l’association internationale francophone d’Extraction et de Gestion des Connaissances apporte l'éclairage suivant sur le sens de ce cadre théorique de l'Analyse statistique implicative. Pour lui
"L’Analyse Statistique Implicative (ASI) se définit comme un cadre mathématique et statistique pour étudier la relation entre un « phénomène » que l’on pourrait appeler « antécédent » et un autre que l’on pourrait appeler « conséquent ». Par phénomène, on peut comprendre un fait naturel, physique, social, etc., comme par exemple « il fait soleil », « l’objet est cassé » ou « l’enfant est mécontent ». D’une manière plus abstraite, il s’agit de l’observation de l’état d’une variable qui peut être une grandeur ou une simple modalité particulière. Le terme Relation que nous utilisons peut refléter différentes réalités. Il peut signifier la causalité entre les deux phénomènes, l’antécédent est alors la cause et le conséquent, son effet. Par exemple, la crise économique produit du chômage. Dans ce cas, il y a une relation de cause à effet entre la crise et le chômage. Le terme Relation peut également traduire la concomitance entre l’apparition des deux phénomènes. Par exemple, l’achat d’un pack d’eau et du pain au supermarché sont deux faits concomitants. On ne peut pas dire que c’est à cause de l’un que l’autre produit a été acheté. Pour paraphraser la célèbre phrase de Platon « Sans l’intervention d’une cause, rien ne peut être engendré », on pourrait dire, de manière plus large, que les phénomènes, naturels ou artificiels, n’existent qu’à travers les relations qu’ils entretiennent entre eux. Dans cette optique, si l’accès aux phénomènes est relativement simple et même quasi naturel et immédiat pour les animaux dotés de capacités perceptives, l’accès aux relations qui les assemblent est moins évident. C’est d’ailleurs dans la compréhension de ces relations que s’exerce et s’exprime pleinement l’intelligence humaine. L’accès à la connaissance, à la compréhension et de manière plus vaste au sens s’opère à travers l’identification des relations qui relient les phénomènes. Je ne pense pas trahir la vision des éditeurs de cet ouvrage en disant qu’ils proposent un cadre rigoureux pour étudier les relations, qu’elles soient causales ou non, entre phénomènes naturels ou artificiels. Certes, une hiérarchie qualitative existe sur la nature des relations. En effet, il me semble naturel que les relations causales soient considérées, qualitativement, plus intéressantes que les relations de concomitance qui, même si elles ne sont pas complètement dépourvues d’intérêt, la redondance qu’elles expriment est porteuse de moins d’attention pour l’homme. Pourquoi disons-nous cela ? Une des raisons, ce n’est certainement pas la seule, est l’usage que l’on peut faire de la connaissance des relations. En effet, une relation causale permet, d’une certaine manière, d’acquérir une capacité prédictive sur le conséquent. Cette capacité prédictive confère à celui qui la possède la possibilité de mieux maîtriser l’enchaînement des phénomènes et, par conséquent, l’opportunité d’anticiper sur des enchainements qui peuvent lui être nocifs ou défavorables ou simplement de mieux servir ses
besoins. Comprendre les causalités entre les phénomènes météorologiques par exemple, permet d’éviter certaines catastrophes ou de mieux tirer parti de la nature, par anticipation de ce qui va se produire. Il est par conséquent naturel que le sens dominant accordé au concept de Relation dans les différentes contributions qui composent cet ouvrage soit celui de la causalité."

## Historique
Fondée dans les années 1980 par Régis Gras (1933-2022), professeur émérite à l’université de Nantes, équipe DUKE du Laboratoire d'informatique de Nantes Atlantique, elle a continué et continue à se développer sous son impulsion et celle de chercheurs de son équipe, et en particulier de Jean-Claude Régnier (1950 -...), professeur des universités et chercheur émérite au sein du laboratoire l'UMR 5191 ICAR à Université Lumière Lyon-II, qui assure la présidence du comité scientifique et de programme des colloques ASI depuis le 5e colloque ASI5 en 2010.

## Méthodologie
Visant l’extraction de règles d’association de nature implicative, la méthodologie consiste à attribuer une valeur numérique, une mesure entre 0 et 1, à des règles R du type ; « si la variable a est observée, alors généralement la variable b l’est aussi » ou dans les cas plus généraux : « si la variable a prend une certaine valeur alors la variable b prend généralement une valeur supérieure ». La mesure attribuée est une probabilité, appelée intensité d’implication. À travers la structuration de l’ensemble des règles, l’utilisateur peut accéder à des relations de type causal et prédictif pondérées par cette intensité. « L'ASI n'est pas une méthode mais un cadre théorique, large, dans lequel se traitent des problèmes modernes de l'extraction des connaissances à partir des données. C'est une théorie générale dans le domaine de la causalité parce qu'elle répond à des faiblesses d'autres théories, elle apporte un outillage formel et des méthodes pratiques de résolution de problèmes. Ses applications sont multiples... » (D. Zighed, professeur des universités au laboratoire ERIC, Université Lumière Lyon-II et ex-Directeur de l'ex Institut des Sciences de l’Homme de Lyon. [Actuellement Maison des Sciences de l'Homme Lyon et Saint-Étienne.

## Principe de détermination de l’intensité d’implication en tant que probabilité
Cette probabilité est celle de l’événement aléatoire : « S’il n’existait pas de lien a priori asymétrique entre a et b, le nombre de contre-exemples à la règle R serait, sous le seul effet du hasard, plus grand généralement que le nombre de contre-exemples observés dans la contingence ».
Une modélisation du nombre de contre-exemples aléatoires est choisie et justifiée. Elle permet alors de calculer toutes les mesures attribuées aux couples de variables. Un algorithme conduit à extraire celles correspondant à un seuil fixé par l’expert, par exemple 0.95.

## Représentations graphiques associées

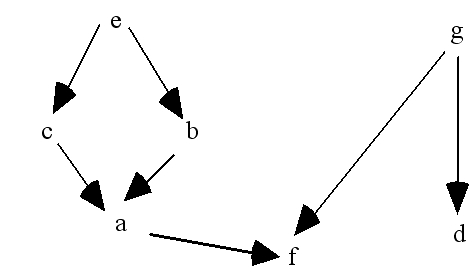
Fig.1 - Graphe implicatif

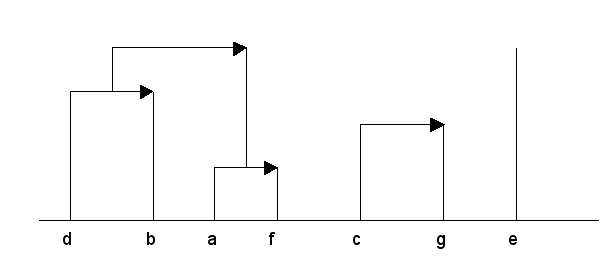
Fig.2 - Hiérarchie orientée

Deux types de représentation permettent de visualiser les relations extraites du corpus donné et en structurent leur ensemble :
- d’une part un graphe pondéré sans cycle où chaque arête représente une règle (fig.1) ;
- d’autre part une hiérarchie ascendante orientée de méta-règles (fig.2).

Si la première représentation présente des affinités avec un treillis de Galois ou à un  réseau bayésien, tout en étant basée sur des algorithmes différents plus sensibles aux effectifs des sujets, par contre la deuxième est originale. En effet, les niveaux supérieurs sont des méta-classes non linéaires, comparables à des niveaux de conceptualisation faisant passer du simple au complexe sans inclusion nécessaire (cf. travaux de psychologie cognitive de Jean Piaget ou Lev Vygotsky).
A l’instar des méthodes d’analyse factorielle, (par exemple l’A.F.C. de J.P. Benzecri) des algorithmes sont élaborés pour mesurer la contribution de sujets ou de catégories de sujets aux règles extraites et aux chemins du graphe ou aux classes de la hiérarchie établissant une dualité entre les sujets et les variables.

## Applications
Un logiciel dénommé C.H.I.C. (acronyme de Classification Hiérarchique Implicative et Cohésitive) a été conçu et développé pour traiter tous les problèmes numériques et graphiques nécessaires à l’usage de la mise en oeuvre des méthodes du cadre théorique A.S.I.. Évolutif suivant les extensions de la théorie, ce logiciel CHIC est développé par Raphaël Couturier, Professeur des universités à l’Université de Franche-Comté. Grâce à cet outil informatique, de nombreuses applications dans des domaines variés (pédagogie, psychologie, sociologie, bio-informatique, médecine, histoire de l’art, etc.) ont montré la pertinence du modèle probabiliste choisi et, de ce fait, la richesse des informations obtenues par le traitement des variables. Elles ont, en particulier, permis de mettre en évidence des pépites de connaissance que d’autres méthodes n’extrayaient pas et d’identifier des relations qui peuvent être interprétées comme causales, en fonction d’un niveau d'intensité d'implication choisi. Ses avantages tiennent à sa sensibilité aux effectifs des instances et aux représentations aisées à interpréter.
À ce jour une application est développée par Raphaël Couturier sous la forme d'un package R-CHIC.